# Johan Falk – National Target
Johan Falk: National Target är en svensk action-thriller från 2009 i regi av Richard Holm med Jakob Eklund och Joel Kinnaman i huvudrollerna. Filmen släpptes på dvd den 7 oktober 2009 och är den sjätte filmen om Johan Falk.

## Handling
Johan Falk och hans kollegor på GSI är mitt inne i ett tillslag av amfetamin. Amfetaminet tillhör en estnisk maffialedare som väldigt få personer sett i verkligheten. Johan Falks infiltratör, Frank Wagner, sänder ut ett budskap i undre världen att han vill göra affärer med en stor mängd rent amfetamin, och hamnar i den värsta mardrömmen han kan tänka sig.

## Rollista
- Jakob Eklund - Johan Falk
- Joel Kinnaman - Frank Wagner
- Samuli Edelmann - Michail Stukalov
- Jacqueline Ramel - Anja Månsdottir
- Anastasios Soulis - Felix Rydell
- Ruth Vega Fernandez - Marie
- Max Lapitskij - Pieter Ivanov
- Meliz Karlge - Sophie Nordh
- Mikael Tornving - Patrik Agrell
- Jens Hultén - Seth Rydell
- André Sjöberg - Dick Jörgensen
- Henrik Norlén - Lasse Karlsson
- Lars G Svensson - Lennart Jägerström
- Marko Matvere - Raivo
- Robin Stegmar - Tändstickan
- Fredrik Dolk - Kroon
- Marie Richardson - Helén